# قرار مجلس الأمن التابع للأمم المتحدة رقم 540
قرار مجلس الأمن التابع للأمم المتحدة رقم 540، الذي اعتمد في 31 أكتوبر 1983، وإذ يحيط علمًا بتقرير الأمين العام وبزيادة التعاون من حكومتي إيران و‌العراق، طلب المجلس أن يواصل جهود الوساطة في المنطقة.
ومضى القرار 540 لإدانة جميع الأعمال التي تنتهك اتفاقيات جنيف لعام 1949، وإذ يؤكد الحق في حرية الملاحة في المياه الدولية. كما طلب من الأمين العام خافيير بيريز دي كوييار الاستمرار في جهوده الرامية إلى إيجاد وسيلة لوضع حد للأعمال العدائية بين البلدين وحث إيران والعراق وسائر الدول الأعضاء إلى الامتناع عن الإجراءات التي يمكن أن تزعزع استقرار المنطقة.
واعتمد القرار بأغلبية 12 صوتًا مقابل لا شيء، مع امتناع ثلاثة عن التصويت من مالطا، و‌نيكاراغوا و‌باكستان.